# Ne bi te odbranila ni cijela Jugoslavija
Ne bi te odbranila ni cijela Jugoslavija – tytuł drugiego albumu sarajewskiej grupy Hari Mata Hari. Nagrywany w 1986 roku na przełomie października i listopada w Studio 26 mieszczącym się w Lublanie. Został wydany przez wytwórnię płytową Sarajevo Disk. Na albumie, uznanym za najlepszy album roku, znalazło się 10 kompozycji, wśród których takie hity, jak "Ne zaboravi", "Ivana" i "Ako padate snijegovi bijeli".

## Tytuły piosenek
1. "Nek' Bosna zapjeva"
2. "Hej, hej, djevojke"
3. "Hajde ustani"
4. "Zvijezde brinu za nas"
5. "Ako padate snijegovi bijeli"
6. "Nova godina"
7. "Ne zaboravi"
8. "Ivana"
9. "Eh, da si još malo ostala"
10. "Ne bi te odbranila ni cijela Jugoslavija"

## Członkowie zespołu

### Hari Mata Hari
- Hajrudin Varešanović - wokal
- Izo Kolećić - perkusja
- Karlo Martinović - gitara solo
- Nihad Voloder - gitara basowa